# Frequency-Resolved Optical Gating
O Frequency-Resolved Optical Gating, mais vulgarmente referido através da sigla FROG, é um método de medição de impulsos de luz ultra-curtos (da ordem de femtossegundos) por autocorrelação. O seu princípio baseia-se numa montagem do tipo Michelson, no qual os pulsos resultantes da separação de amplitude convergem num cristal não linear para gerar um harmónico. É então medido o espectro desse harmónico. Ao variar gradualmente o tamanho de um braço do Michelson, podemos reconstituir o vestígio FROG em duas dimensões (frequência e tempo), restaurando a amplitude e fase da onda incidente.

## História
O problema da medição de pulsos curtos, nasceu praticamente com o laser na década de 60. Havia o problema de se medir um evento mais rápido do que o tempo de resposta do instrumento de medição. Todos os avanços feitos no campo da electrónica não permitem baixa o tempo de reacção abaixo de picossegundos. Para contornar este problema, rapidamente foi utilizado a autocorrelação, usando um interferómetro para dividir o impulso a medir e fazê-lo reagir com ele próprio. Este método utiliza, devido a sua concepção, um “instrumento de medida” tão rápido como a grandeza medida, produz bom resultados, mas apenas permitia tratar em intensidade o sinal recebido.
Foi nos meados da década de 80 que foi feita pela primeira vez referência ao uso de autocorrelação associada a um elemento não linear para obter o espectro do sinal medido. Mas foi em 1991, com a invenção do FROG por Rick Trebino e Dan Kane, que a medida precisa de impulsos ultra-curtos em intensidade e frequência tornou-se não só possível, como relativamente simples.

## Princípios
Como já foi referido é impossível medir correctamente um sinal com um outro sinal mais longo. A autocorrelação utiliza um sinal de mesma duração, mas não permite a resolução espectral. O que permite, no FROG, a resolução espectral é a utilização dum elemento "silencioso" que tem um tempo de resposta mais rápido do que a duração do impulso de luz: o cristal não linear.
Dependendo da utilização do cristal não linear, existem vários tipos de FROG: o mais simples é a geração da segunda harmónica a partir das duas ondas incidentes no cristal.